# Кивелюк Володимир
Володи́мир Кивелю́к (7 квітня 1898, с. Княжий Кут, нині належить до м. Скалат, Тернопільського району Тернопільської області — 28 грудня 1976, Філадельфія, США) — художник, мистецтвознавець. Член Об'єднання митців-українців в Америці.

## Життєпис
Народився 7 квітня 1898, с. Княжий Кут, нині належить до м. Скалат, Тернопільського району Тернопільської області, Україна.
Закінчив Тернопільську українську гімназію. Під час Першої світової війни служив у Легіоні УСС. Від 1918 року перебував у Києві, де студіював мистецтвознавство та філологію в університеті св. Володимира в Києві (1920—1922; майстерня Миколи Бурачека). Навчання продовжив у Краківській академії красних мистецтв (1923—1929), в якій 2 роки працював асистентом. Захоплювався французьким малярством, зокрема творчістю П'єра Боннара. Викладав у школах Перемишлянщини.
Після Другої світової війни еміґрував до Філадельфії, де викладав малярство в Українській мистецькій студії. В УВАН влаштував індивідуальну виставку (1970) із 46 картин (олія, пастель) та 16 рисунків.
Досліджував питання естетики і філософії мистецтва. Автор статей про творчість Мирослава Радиша та інших митців-сучасників у збірнику «Українці в Пенсильванії», у періодиці, зокрема в журналі «Сучасність». Частину творів передав до УВАН (фонд 96); багато зберігалося у приватних колекціях; колекція родини докторів Смішків передана до музею Українського Католицького Університету в Римі (Італія). Посмертна виставка картин Кивелюка відбулася в Домі українських мистецьких студій у Філадельфії (28 березня — 5 квітня 1981; 56 творів із приватних колекцій).

### Серед робіт
- «Після купелі» (1966),
- «Композиція» (олія),
- «Портрет пані С. Люби» (1968, пастель).